# 黒田正典
黒田 正典（くろだ まさすけ、1916年2月29日 - 2009年5月29日）は、日本の心理学者。

## 略歴
宮城県出身。東北帝国大学法文学部心理学科を卒業。1967年「日本文字の筆跡心理学に関する基礎的研究」で東北大学より文学博士号を取得する。新潟大学教育学部助教授、教授を経て、1970年東北大学教養部教授となる。1979年に定年退官、名誉教授となり、岩手大学教授、東北福祉大学教授を務めた、福来心理学研究所。児童心理学を専門とした。

## 著書
- 『児童調査のてびき 例題と注意すべきことがら』協同出版 1950
- 『心の衛生 精神生活の了解とその衛生』協同出版 1953
- 『心の衛生 -苦悩の分析とその解決- 新版』協同出版 1969
- 『新児童調査法』協同出版 1955
- 『人生の知恵 今日に生きる青年と父母のために』協同出版 1959
- 『心の眼 人間探究の心理』協同出版 1963
- 『書の心理 筆跡心理学の発達と課題』誠信書房 1964
- 『第六感学入門 ひらめきを養う』協同出版 1973
- 『若者のこころ 情熱の焦点をさぐる』産業能率短期大学出版部 1976

### 共編著
- 『新児童心理学』安倍三郎共編 協同出版 1954
- 『教育心理学』編 (朝倉心理学講座) 朝倉書店 1963
- 『教育の構造化』加藤謙, 新潟大学付属新潟小学校共著 明治図書出版 1967
- 『心理学研究法』北村晴朗, 安倍淳吉共編. 誠信書房 1969
- 『創造性の心理学』編 (現代心理学シリーズ) 朝倉書店 1971